# Актея (спутник)
Актея (120347 Salacia I Actaea) — спутник транснептунового объекта (120347) Салация.

## История открытия
Актея была открыта на снимках телескопа «Хаббл», сделанных 21 июля 2006 года.
18 февраля 2011 года спутнику присвоено название Актея — по имени морской нимфы.

## Орбита
Он совершает оборот по своей орбите каждые 5 дней на расстоянии 5619±87 км.

## Физические характеристики
Блеск Актеи на (2,37±0,06)m слабее Салации. Если альбедо Актеи равно альбедо Салации, то её диаметр составляет 286±24 км.